# Sur la mer
Sur la mer è il tredicesimo album del gruppo rock The Moody Blues, del 1988.
Sur la mer contiene la hit single I Know You're Out There Somewhere un sequel del loro brano di successo Your Wildest Dreams del 1986.

## Tracce
1. "I Know You're Out There Somewhere" (Justin Hayward) – 6:37
2. "Want to Be With You" (Hayward/John Lodge) – 4:48
3. "River of Endless Love" (Hayward/Lodge) – 4:45
4. "No More Lies" (Hayward) – 5:13
5. "Here Comes the Weekend" (Lodge) – 4:13
6. "Vintage Wine" (Hayward) – 3:38
7. "Breaking Point" (Hayward/Lodge) – 4:56
8. "Miracle" (Hayward/Lodge) – 4:56
9. "Love Is on the Run" (Lodge) – 5:00
10. "Deep" (Hayward) – 6:50

## Formazione
- Justin Hayward: Chitarra/Voce
- John Lodge: Basso/Voce
- Graeme Edge: Batteria
- Patrick Moraz: Tastiera
- Tony Visconti: Programmazioni
- Ray Thomas